# Districte de Valenciennes
El Districte de Valenciennes és un dels sis districtes amb què es divideix el departament francès del Nord, a la regió dels Alts de França. Té 9 cantons i 85 municipis. El cap del districte és la sotsprefectura de Valenciennes.

## Cantons
cantó d'Anzin - cantó de Bouchain - cantó de Condé-sur-l'Escaut - cantó de Denain - cantó de Saint-Amand-les-Eaux-Marge dret - cantó de Saint-Amand-les-Eaux-Marge esquerre - cantó de Valenciennes-Est - cantó de Valenciennes-Nord - cantó de Valenciennes-Sud